# Andringitra-Gebirge
Das Andringitra-Gebirge ist ein circa 100 Kilometer langes und bis zu 2600 Meter hohes Bergmassiv in der Provinz Fianarantsoa im Südosten Madagaskars. Der Gipfel Pic Boby ist ein Inselberg und Madagaskars zweithöchster Punkt. Das Gebirge liegt im Nationalpark Andringitra, der eine Fläche von 31.160 ha besitzt. Der Nationalpark ist berühmt für seine hohe Biodiversität, die etwa 50 Säugetierarten, 55 Froscharten, über 100 Vogelarten und vorwiegend endemische, etwa 1000 Pflanzenarten aufweist. Spektakuläre Aussicht durch imposante Gebirgsformationen ist allgegenwärtig.
Der Nationalpark besteht seit 1999 und wird vom WWF betreut. Die Zufahrt zum Parkeingang erfolgt über eine sehr schlechte Piste. Anschließend ist ein etwa sechs Kilometer langer, konditionell anspruchsvoller Fußmarsch erforderlich, der durch einige Dörfer des Reis anbauenden Volksstammes der Betsileo führt.

## Geologie
Das Gebirge ist vulkanischen Ursprungs aus der Zeit des Präkambrium, ist also wahrscheinlich sehr plötzlich entstanden. An die Erdoberfläche tretendes Gestein ist zumeist Granit, der stark zerklüftet ist. Unterhalb des Granitmassivs finden sich in den Flussbetten schöne Beispiele für metamorphe Gesteine, vor allem Gneis. Das Vorkommen von nutzbaren Edelmetallen ist nicht bekannt.

## Tourismus
Die Region des Andringitra-Gebirges ist eine der touristisch Regionen Madagaskars. Es können sowohl organisierte Pauschalreisen gebucht als auch Individualreisen unternommen werden.